# Società Ginnastica di Torino 1901
Questa voce raccoglie le informazioni riguardanti la Società Ginnastica di Torino nelle competizioni ufficiali della stagione 1901.

## Stagione
La Ginnastica Torino partecipò al suo quarto campionato. Nell'eliminatoria piemontese la Ginnastica Torino fu eliminata dalla Juventus.

## Divise
La maglia utilizzata per gli incontri di campionato era blu con striscia rossa orizzontale.
| Manica sinistra · Maglietta · Maglietta · Manica destra · Pantaloncini · Calzettoni |

## Organigramma societario
Area direttiva
- Presidente: Angelo Mosso[3]
- Segretario: Beltrami[4]

Area tecnica
- Allenatore: Gustavo Falchero

## Rosa[5]
| N. |                   | Ruolo | Calciatore         |
| -- | ----------------- | ----- | ------------------ |
|    | Italia (bandiera) | D     | Eugenio Abate Daga |
|    | Italia (bandiera) | D     | Giovanni Ravelli   |
|    | Italia (bandiera) | D     | Pietro Ravelli     |

| N. |                   | Ruolo | Calciatore         |
| -- | ----------------- | ----- | ------------------ |
|    | Italia (bandiera) | D     | Oreste Scaffone    |
|    | Italia (bandiera) | A     | Giulio De Giuli    |
|    | Italia (bandiera) | A     | Giovanni Trombetta |

## Calciomercato
| Acquisti | Acquisti | Acquisti | Acquisti |
| R.       | Nome     | da       | Modalità |
| -------- | -------- | -------- | -------- |

| Cessioni | Cessioni            | Cessioni | Cessioni      |
| R.       | Nome                | a        | Modalità      |
| -------- | ------------------- | -------- | ------------- |
| P        | Domenico Durante    | Juventus | definitivo    |
| D        | Giuseppe Arese      |          | fine carriera |
| D        | Valentino Garabello |          | fine carriera |
| C        | Giacinto Bonfante   |          | fine carriera |

## Risultati

### Campionato Italiano di Football

#### Eliminatoria piemontese
| Torino 14 aprile 1901 Eliminatoria regionale    | Juventus  | 5 – 0 referto | Ginnastica Torino | Campo di Piazza d'Armi di Torino |
| \| \| \| \| \| Donna Malvano \| Marcatori \| \| |           |               |                   |                                  |
|                                                 |           |               |                   |                                  |
| Donna Malvano                                   | Marcatori |               |                   |                                  |

## Statistiche

### Statistiche di squadra
| Competizione                    | Punti | In casa | In casa | In casa | In casa | In casa | In casa | In trasferta | In trasferta | In trasferta | In trasferta | In trasferta | In trasferta | Totale | Totale | Totale | Totale | Totale | Totale | DR |
| Competizione                    | Punti | G       | V       | N       | P       | Gf      | Gs      | G            | V            | N            | P            | Gf           | Gs           | G      | V      | N      | P      | Gf     | Gs     | DR |
| ------------------------------- | ----- | ------- | ------- | ------- | ------- | ------- | ------- | ------------ | ------------ | ------------ | ------------ | ------------ | ------------ | ------ | ------ | ------ | ------ | ------ | ------ | -- |
| Campionato Italiano di Football | 0     | 0       | 0       | 0       | 0       | 0       | 0       | 1            | 0            | 0            | 1            | 0            | 5            | 1      | 0      | 0      | 1      | 0      | 5      | -5 |

### Statistiche dei giocatori
| Giocatore     | Campionato Italiano di Football | Campionato Italiano di Football |
| Giocatore     | Presenze                        | Reti                            |
| ------------- | ------------------------------- | ------------------------------- |
| E. Abate Daga | 1                               | 0                               |
| G. De Giuli   | 1                               | 0                               |
| G. Ravelli II | 1                               | 0                               |
| P. Ravelli I  | 1                               | 0                               |
| O. Scaffone   | 1                               | 0                               |
| G. Trombetta  | 1                               | 0                               |